# SdKfz 231 (8-hjuling)
SdKfz 231 (8-rad) är en tung åttahjulig pansarbil som användes av Tyskland under andra världskriget, primärt av spaningsbataljonerna tillhörande pansardivisionerna. Den började utvecklas 1934 som en ersättare för den tidigare SdKfz 231 (6-rad) som var baserade på ett vanligt lastbilschassi och hade tämligen bristfälliga terrängegenskaper. Den ersattes i sin tur av den tunga pansarbilen SdKfz 234 och halvbandvagnen SdKfz 250 från 1943.

## Utveckling
Utvecklingen beställdes 1934 för att ersätta den tidigare sexhjuliga SdKfz 231. För SdKfz 231 utvecklades ett eget åttahjuligt chassis med drivning och styrning på alla åtta hjul av Büssing-NAG. Deutsche Werke utvecklade och tillverkade den pansrade karossen och tornet. Pansarbilen hade dubbla förarplatser för körning framlänges och baklänges.  Tornet som inrymde skytten och befälhavaren var beväpnat med en automatkanon 2 cm KwK 30 och en kulspruta MG34. Varje bil hade en FuG Spr radio för kommunikation mellan fordon i förbandet.

## Varianter

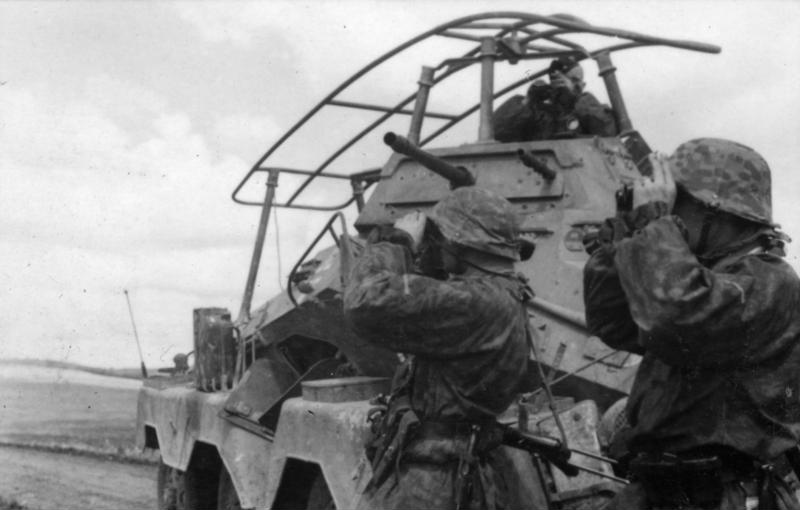
SdKfz 232 tillhörande SS-Division Wiking den 21 juni 1941 med den karaktäristiska ramantennen.

- SdKfz 231 : huvudvariant som tillsammans med SdKfz 232 tillverkades i 607 exemplar mellan 1936 och september 1943.[1]
- SdKfz 232 : variant av SdKfz 231 med extra radioutrustning i form av en FuG12 radio för kontakt med bakre förband.
- SdKfz 233 : understödsvariant som var beväpnad med en kortpipig 7,5 cm Stuk37 i en öppen överbyggnad. Tillverkades i 119 exemplar mellan december 1942 och oktober 1943.[2]
- SdKfz 263 : radiovariant som saknade torn och kanonbeväpning. Användes som mobil radiostation för staber tillhörande pansardivisioner såväl som armékårer och arméer. Tillverkades i 240 exemplar mellan april 1938 och april 1943.[3]